# Sultanspettar
Sultanspettar (Chrysocolaptes) är ett släkte med fåglar i familjen hackspettar inom ordningen hackspettartade fåglar som förekommer i Asien. Det omfattar numera vanligtvis tio arter:
- Orangeryggig sultanspett (C. validus) – tidigare i egna släktet Reinwardtipicus
- Större sultanspett (C. guttacristatus)
- Malabarsultanspett (C. socialis)
- Javasultanspett (C. strictus)
- Luzonsultanspett (C. haematribon)
- Gulkindad sultanspett (C. xanthocephalus)
- Mindanaosultanspett (C. lucidus)
- Rödhuvad sultanspett (C. erythrocephalus)
- Rödryggig sultanspett (C. stricklandi)
- Vitnackad sultanspett (C. festivus)

Arterna i Dinopium kallades tidigare också sultanspettar, men har nu fått nya namn eftersom de trots liknande utseende inte är närbesläktade med Chrysocolaptes.